# Política arancelaria
La política arancelaria es el instrumento de política económica mediante el cual un Estado define la estructura arancelaria que regirá el comercio exterior de mercancías.  
Sobre ella recae, entre otros aspectos, la fijación de las tarifas arancelarias, las mismas que tienen una especial incidencia en el comportamiento comercial de un país (flujo y/o intercambio internacional de mercancías).